# Touddart
 (mai 2021).
Touddart (Tuddar en Kabyle, ⵜⵓⴷⴷⴰⵔ en Tifinagh, et تودار en Arabe) est un village algérien de Kabylie, situé sur la rive gauche de Oued Bou Sellam, appartenant au grand bassin de la Soummam, dans la wilaya de Béjaïa.

## Géographie

### Situation
|                     | Bouhitem - Ighil n Tala |          |
| Boumessaoud Tasfart | Touddart                | Mahfouda |
|                     | Tamokra Tassira         |          |

Administrativement, le village Touddart fait partie de la commune de Bouhamza, daïra de Seddouk, wilaya de Béjaïa.
Il est proche de la ville d'Akbou, en Basse Kabylie, à environ 200 km à l'Est d'Alger.
Il est accessible par la route départementale 41, depuis son croisement avec la route Nationale 26, au niveau de la zone industrielle Taharacht.
Après avoir traversé Oued Soummam par le pont de Biziou, deux itinéraires sont possibles :
soit par la départementale CW23 qui longe la rivière Bou Sellam, en prenant le branchement de Tasfart, ou en continuant direct par Hammam Sidi Yahia El Aidli, soit par la montagne, en suivant la départementale CW35 et passant le col de Ighil n Tala, à environ 1 000 m d'altitude.

### Climat et ressources en eau
Touddart appartient au climat continental montagnard, chaud en été, froid et pluvieux en hiver.
Vu sa proximité du Barrage de Tichy-haf, des Oueds Bou Sellam et Soummam, et l'existence de plusieurs fontaines naturelles, Touddart jouit de ressources hydrauliques satisfaisantes.

### Hameaux et zones éparses
Plusieurs hameaux et zones éparses sont composantes du village Touddart, ils sont construits par les villageois sur leurs terres ancestrales, à savoir : Sahel Ath Brahem, Tazribt Ichaâbanène, Taâwint Oumhaoued, Tighbit, y compris en partie de Tala Abdellah et de Tizi-Ouzrou.
Les habitants de ces hameaux tiennent à leur filiation et attachement à la communauté villageoise Touddart. Ils expriment leur fierté de partager une histoire commune des plus honorable. Ils réitèrent leur engagement dans le devoir de préservation et de promotion de ce patrimoine collectif incarné dans le prestige de Touddart ; et assument leur part de responsabilités dans la gestion des préoccupations collectives en rapport avec les défis du présent et du futur en assurant ainsi, collectivement, la maitrise d’un développement durable, au bénéfice de toute la communauté villageoise.

## Histoire

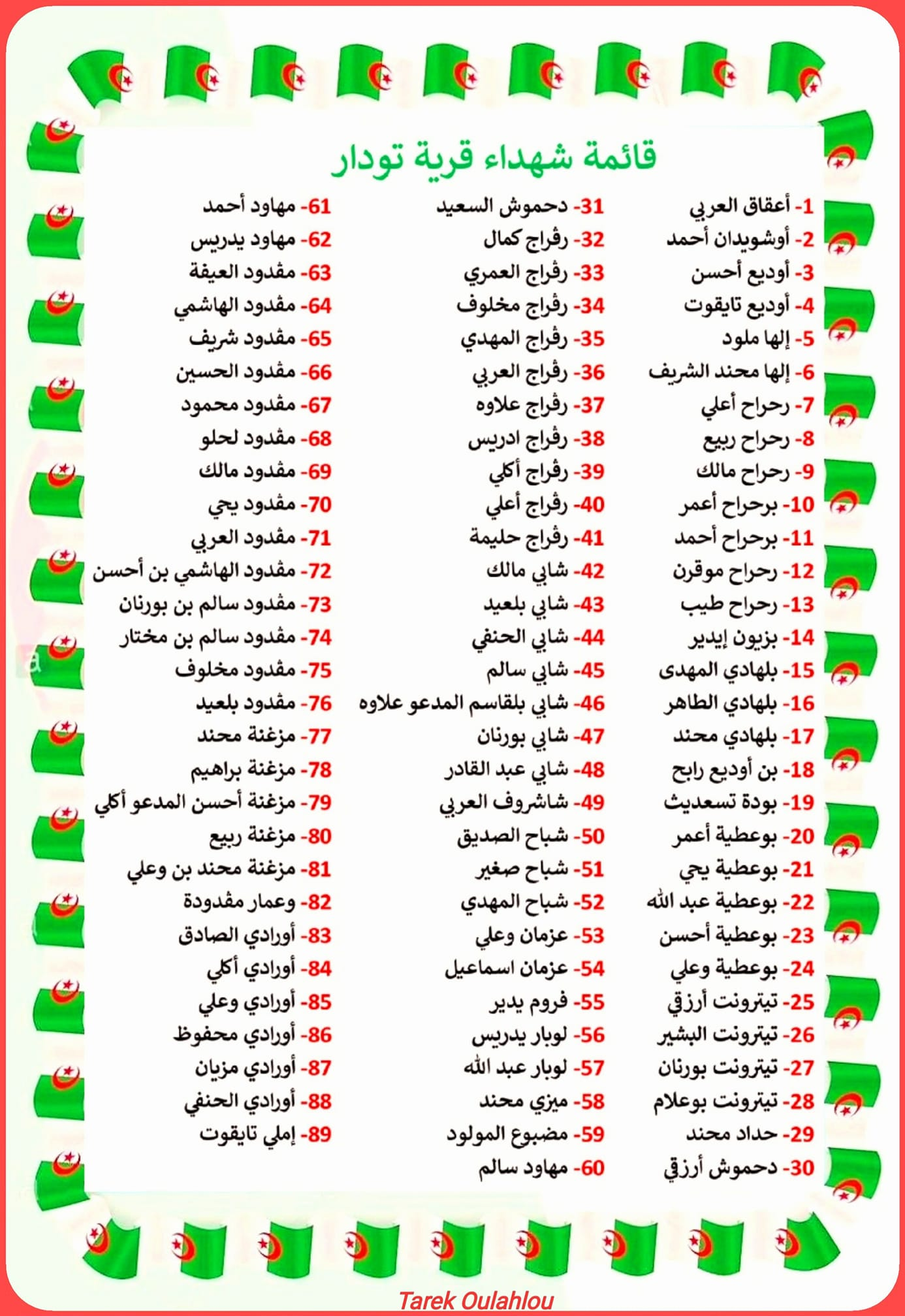
Liste des martyrs du village Touddart

Anciennement appelé Aourir u Aidel, Touddart est l'un des plus anciens villages de la tribu Ait Aidel.
À l'instar de beaucoup de villages, Touddart a toujours été généreux et hospitalier, et dont la mémoire collective locale témoigne à ce jour, de sa solidarité en faveur de ses voisins, durant les moments difficiles.
L’histoire témoigne également de son sens du sacrifice, son abnégation à combattre tous les envahisseurs, et de sa résistance continue face aux différents agresseurs et colonialismes, en l’occurrence, l'insurrection kabyle de 1871, et la glorieuse guerre d'Algérie 1954-1962, où il a joué un rôle primordial et payé chèrement en expropriations, dettes de guerre et martyrs (89 martyrs).

## Population

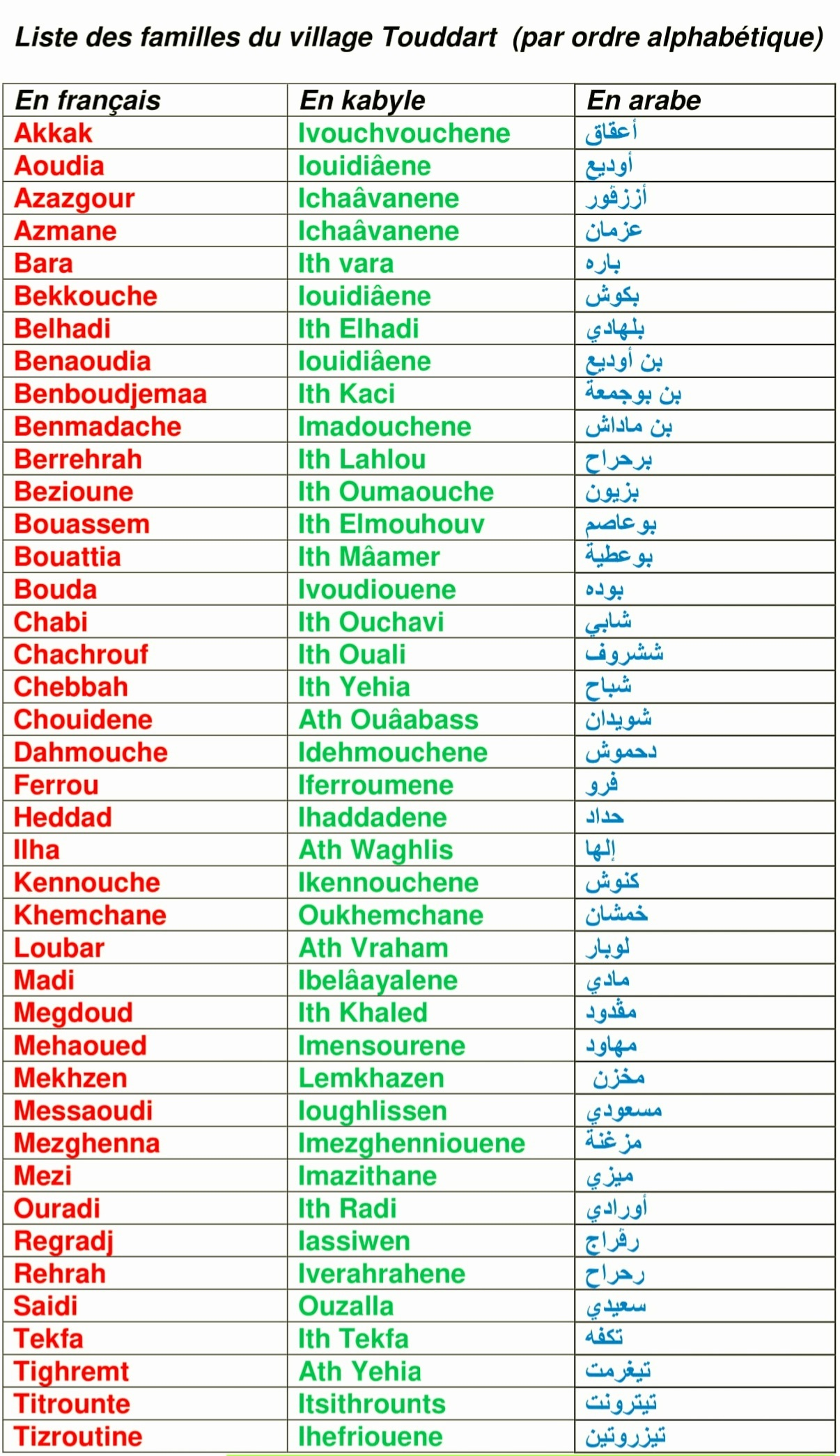
Liste des familles du village Touddart

Dans l'histoire de la Kabylie, l'appartenance villageoise est un élément fort faisant partie de l'identité individuelle et collective. Cette identité se définit par un fort sentiment d'appartenance de chacun à un village. Touddart comprend de braves hommes et femmes -à l'intérieur du pays et en exil- acteurs et actrices prépondérants qui contribuent à son développement local et son dynamisme communautaire.
Néanmoins, comme beaucoup de villages kabyles, un exode massif a touché Touddart, le manque de moyens a poussé les villageois à partir en ville pour répondre à leurs besoins, qui ne cessent de grandir, principalement à Akbou, Alger et à l’étranger, mais, où qu’ils vivent, les natifs de Touddart affirment pleinement leur appartenance et leurs liens indéfectibles avec le village de leurs ancêtres : d’ailleurs, la plupart possède des résidences secondaires et des terres agricoles qu’ils entretiennent avec passion et vénération.
À noter également, que la diaspora demeure une source indispensable pour de nombreuses familles du village.

## Activités
Touddart possède de bonnes et vastes terres agricoles, les plus importantes de toute la région d'Ait Aidel. Elles s'étendent jusqu'à la rive de Oued Soummam à l'Ouest, et au-delà de Oued Bou Sellam au Sud, à la rencontre des terres voisines de Tamokra, Tassira, Bicher et Aït Abbas.
L'oléiculture représente l'activité agricole principale des villageois. Les vastes champs sont cultivés d'oliviers (tizemrin), ce qui permet à Touddart d'assurer une autosuffisance en huile d'olive, des figuiers (ifitwan), les terres rocheuses quant à elles, sont plantées de figuiers de Barbarie (akermus).
L'arboriculture fruitière est également répandue, la vigne, l'abricotier, le grenadier, l'oranger, le poirier, le néflier et d'autres, sont autant d'arbres fruitiers cultivés par les villageois à Touddart.